# Jean-Loup Salzmann
Pour les articles homonymes, voir Salzmann.
Jean-Loup Salzmann, né le 8 janvier 1955, est un médecin et universitaire français. 
Il a été président de l'université Paris 13 de mars 2008 à mars 2016 et brièvement administrateur provisoire de mars à mai 2016. Il a été président de la conférence des présidents d'université de 2012 à  2016. Il a été président de l'Agence de mutualisation des universités et des établissements de 2013 à 2017.

## Biographie

### Études et parcours
Il est le fils de Charles Salzmann, ami intime de François Mitterrand et son conseiller technique de 1981 à 1989.  
Il fait des études de médecine à l'université Paris-Diderot. Il ne passe cependant pas le concours de l'internat et accède à la spécialisation d'histologie par le biais d'un certificat d'études spécialisés en biologie médicale.  
En 1983 il soutient sa thèse d'exercice en médecine sur le thème de l'ultrafiltration rénale.  
En 1986, il soutient sa thèse de doctorat en biologie cellulaire sur les méthodes automatiques de quantification de marqueurs biologiques, sous la direction de J.P. Camilleri,.   
Il devient professeur des universités (PU-PH) en 1991 et est nommé à l'université Paris 13. 

#### Activités politiques
À partir de 1975, il est membre du COSEF puis rejoint l'UNEF-ID. 
Au sein de la MNEF il est d'abord administrateur délégué pour la section de Paris de 1979 à 1982 puis entre au bureau national de la mutuelle en tant que vice-président pour un mandat d'un an. 
Au début de l'année 1985, il présente Harlem Désir et Julien Dray à Jean-Louis Bianco dans le cadre de la création de SOS Racisme,. 
De 1988 à 1993 il est conseiller technique au cabinet d'Hubert Curien, ministre de la recherche et de la technologie.

### Genopoietic SA
À partir 1993, il fonde avec David Klatzmann la société Genopoietic SA, société de biotechnologie spécialisée dans la recherche sur les thérapies géniques dans le cancer, les maladies auto-immunes et les troubles orthopédiques. La société, Jean-Loup Salzmann, David Klazmann et la tutelle universitaire de leur laboratoire académique, l'Université Pierre-et-Marie-Curie, déposent plusieurs dizaines de brevets.  
Pendant la même période, Jean-Loup Salzmann est co-auteur de plusieurs articles scientifiques publiés par le Laboratoire de Biologie et Génétique des Pathologies Immunitaires de l'université Paris 6 alors dirigé par David Klatzmann. 
En avril 1998, la société est vendue à la société américaine Avax Technologies,

### Présidence de l'université Paris 13
En janvier 2000, il est nommé directeur du service des activités industrielles et commerciales (SAIC) de Paris 13 par le président Michel Pouchain. 
En 2006 il est également directeur dans la même université d'une équipe d'accueil pluridisciplinaire sur les cirrhoses hépatiques. 
Il est aussi à la même époque, responsable avec Natacha Bessis, de la 2e année d'un master professionnel en biothérapies tissulaires et cellulaires
Il se fait élire au conseil d'administration de l'université Paris 13 en 2003 pour un premier mandat de 4 ans et tente de se faire élire président de l'université aux élections de 2004 [réf. nécessaire] finalement remportées par Alain Neumann.  
Il se fait élire en 2006 au Conseil des études et de la vie universitaire (CEVU), un cumul alors autorisé et finalement aboli par la loi LRU. 
Il est de nouveau élu au conseil d'administration de l'université Paris 13 en novembre 2007.  
En mars 2008, il se présente à nouveau à la présidence de l'université. Il emporte alors le scrutin dans les collèges A et B (enseignants) mais n'a pas de majorité parmi les personnel. Il obtient par contre le soutien des étudiants via les élus de l'UNEF. Il est finalement élu et entame alors un premier mandat de 4 ans.  
Il quitte alors la direction du SAIC et nomme Michel Roux à sa place.   
Il entre en novembre de la même année au conseil d'administration de la Conférence des présidents d'université (CPU). Il est élu à la présidence de la conférence des présidents d'université d'île de France.   
En 2009, en tant que président de l'université Paris 13, il fonde avec l'EHESS la fondation Campus Condorcet dont il devient le trésorier. 
En juin 2012 il est élu président de la commission des moyens de la CPU.  
Il est à nouveau réélu au conseil d'administration de Paris 13 en novembre 2011.  
En mars 2012, il se représente à la présidence. Il n'obtient qu'une majorité dans le collège A mais pas en B. Il passe alors un accord avec l'UNEF et avec l'UNSA pour leur soutien, la CGT ayant appelé à voter contre. Il est finalement réélu. Sa campagne est principalement axée autour de l'IDEX et du PRES Sorbonne Paris Cité. 
Il milite notamment pour la fusion des universités membres du PRES. Ce sera finalement un modèle unifié qui sera retenu par le PRES puis la COMUE face à l'opposition des personnels des différentes universités membres,.

### Présidence de la Conférence des présidents d'université
Le 20 décembre 2012, il est élu président de la Conférence des présidents d'université pour une durée de deux ans. 
Le 21 mars 2013, il est élu président de l'AMUE : Agence de mutualisation des universités et des établissements en tant que représentant de la CPU pour un mandat de 4 ans.  
Le 18 décembre 2014, il est réélu à la tête de la Conférence des présidents d'université pour un nouveau mandat de 2 ans. C'est la première fois qu'un président de la CPU se représente. 
Lorsque Geneviève Fioraso quitte le Secrétariat d'État à l'enseignement supérieur et la recherche le 3 mars 2015, Mediapart prête à Jean-Loup Salzmann l'ambition de la remplacer. Le gouvernement nommera cependant Thierry Mandon.  
Sa proximité affichée avec le gouvernement socialiste de Manuel Valls lui a valu par la presse le sobriquet de Vice-ministre des universités.  
En mars 2016, son second mandat à la présidence de Paris 13 prend fin. Cependant, les difficultés d'organisation du scrutin devant nommer son successeur obligent la Chancelière des universités de Créteil de nommer un administrateur provisoire. Jean-Loup Salzmann est alors désigné. Il ne s'est pas représenté à l'un des conseils centraux de l'université.  
Le 29 avril 2016, l'université Sorbonne Paris Cité perd son label IDEX.  
Le 18 mai 2016, Jean-Pierre Astruc est finalement élu président de l'université Paris 13. 
Le 15 décembre 2016 son mandat à la présidence de la CPU prend fin, Gilles Roussel lui succède pour un mandat de 2 ans.  

## Prises de position
En tant que président de la Conférence des présidents d'université, Jean-Loup Salzmann est régulièrement amené à prendre position publiquement sur les sujets intéressant le monde universitaire. 

### Suppression du baccalauréat et des partiels universitaires
Il milite pour la suppression du baccalauréat et des partiels universitaires qu'il juge « discriminants socialement » pour le remplacement par un contrôle continu,. En cela il suit les propositions faites de longue date par l'UNEF, mais s'en écarte néanmoins en voulant supprimer les sessions de rattrapage que l'association étudiante souhaite conserver malgré le contrôle continu. 

### Sélection à l'université et universitéuniverselle
Jean-Loup Salzmann est opposé à toute forme de sélection à l'entrée de l'université, suivant la ligne historique de l'UNEF. 
Il s'oppose par exemple à la sélectivité de la première année des études de médecine.
Il a cependant soutenu le dispositif des bacheliers d'excellence contre l'avis des associations étudiantes qui accusaient le dispositif d'être une forme de sélection déguisée. Il ne s'oppose pas non plus à l'existence de filières sélectives à l'université tant que le cycle LMD demeure ouvert à tous, l'UNEF l'accusant alors de soutenir une université à deux vitesses. 
De même, il a soutenu le principe de la sélection entre les deux années du Master,,,.
Il promeut l'idée d'une université universelle et notamment la suppression des classes préparatoires et du principe des Grandes écoles.

### Place des internes en médecine au sein des Commissions Recherche
En décembre 2013, Jean-Loup Salzmann en tant que président de l'université Paris 13 autorise les internes en médecine de son université à se présenter aux élections de la Commission de la Recherche (anciennement conseil scientifique) du Conseil académique de l'université. L'article L 712-5 du code de l'éducation prévoit que seuls des doctorants, étudiants de 3e cycle peuvent se présenter au sein de ces commissions. Le terme doctorant étant alors généralement interprété comme désignant les étudiants du 3e cycle général (LMD) ce qui exclut les internes en médecine.  
Jean-Loup Salzmann autorise les internes à se présenter au motif que doctorant doit être entendu comme toute personne préparant une thèse sans distinction en cycle LMD et cycle des études de médecine. Cette prise de position déclenche une polémique sur la qualité de chercheur des internes en médecine,,. 
Le 11 juillet 2014, la Cour administrative d'appel de Versailles valide une interprétation élargie aux internes du terme doctorant. 
Par deux arrêts du 12 mars 2015, la Cour administrative d'appel de Nantes statue en sens contraire. 
Le 16 février 2016, le Conseil d'État rend un arrêt annulant la décision de la Cour Administrative d'Appel de Versailles et légalise ainsi la restriction aux seuls doctorants du cycle général des dispositions de l'article L 712-5 du code de l'éducation.

### Voile à l'université
Jean-Loup Salzmann refuse toute interdiction du port du voile à l'université,,.
Le 10 février 2015, il a soutenu la suspension d'un enseignant vacataire de l'UFR DSPS, Jean-Claude Radier enseignant le droit des assurances. Celui-ci avait refusé d'assurer son enseignement en présence d'une jeune femme voilée. 

### Nomination des recteurs d'académie
Le Décret no 2015-1617 du 10 décembre 2015 portant modification des modalités de nomination des recteurs prévoit l'abrogation de l'obligation d'être titulaire du doctorat pour les recteurs d'académie. Le SNESUP et la Conférence des présidents d'université s'opposent à ces nouvelles dispositions. le 10 décembre 2015, Jean-Loup Salzmann, pour la Conférence introduit un recours administratif contre ce décret. 

## Polémiques

### Affaire de la MNEF
En 1999, Le Monde publia trois articles,, dans lesquels le journal met en cause Jean-Loup Salzmann pour avoir été informé dès le début des années 1980, en tant qu'administrateur puis vice-président de la MNEF, de ce qui allait devenir l'affaire de la MNEF. En 1982, à la fin de ses mandats à la mutuelle étudiante, il aurait notamment informé Pierre Bérégovoy, alors secrétaire général de l'Elysée, des malversations en cours. Le scandale n'éclatera cependant qu'en 1998 à la faveur d'un rapport de l'IGAENR. 

### Affaire de l'IUT de Saint Denis
Plusieurs articles de la presse nationale, ont fait état d'événements qui se sont déroulés au département techniques de commercialisation de l'IUT de Saint-Denis depuis 2012 (dysfonctionnements dans la gestion pédagogique, dysfonctionnements dans la gestion des enseignants sur fond de communautarisme et d'antisémitisme) dénoncés dans une enquête diligentée par l'Inspection générale de l'administration de l'éducation nationale et de la recherche (IGAENR), demandée par le président Jean-Loup Salzmann,.
Une nouvelle enquête de l'IGAENR a depuis été réalisée et est accablante pour la gestion du directeur de l'IUT, Samuel Mayol. En octobre 2015, la direction de l'université Paris 13 dépose une main courante car elle soupçonne Samuel Mayol d'avoir introduit des tapis de prière dans le local d'une association étudiante musulmane pour accréditer la thèse de l'emprise islamiste sur son établissement. L'attitude et la gestion de cette affaire par Jean-Loup Salzmann fait l'objet d'enquêtes et de critiques de la part de plusieurs médias,,.Samuel Mayol est suspendu de ses fonctions et interdit d'accès à l'IUT par Jean-Loup Salzmann. Après 28 mois de conflit, Samuel Mayol est blanchi des accusations qui pesaient sur lui. « Cette décision constitue un camouflet pour l'ancien président de Paris 13 Jean-Loup Salzmann, qui avait frontalement attaqué le directeur de l'IUT. Le 10 mars, juste avant de céder son fauteuil de président à Jean-Pierre Astruc, M. Salzmann avait pourtant reconduit la suspension de M. Mayol, assortie d'une interdiction d'accès au campus, jusqu'à la fin des poursuites disciplinaires engagées contre lui »,.

### Accusations de clanisme et de clientélisme
Jean-Loup Salzmann, en tant que président de Paris 13 a été accusé de clanisme et de clientélisme notamment dans le cadre de l'affaire de l'IUT de Saint-Denis. Il est aussi régulièrement accusé de favoriser l'UNEF avec laquelle il reconnait par ailleurs passer des accords électoraux.
Jean-Loup Salzmann a réfuté l'ensemble des accusations portées par la presse.  

### Accusations de népotisme
En 2015, Mediapart a accusé Jean-Loup Salzmann d'avoir bénéficié d'une nomination de complaisance à son poste de PU-PH à Paris 13 de par sa proximité comme de son père avec le pouvoir socialiste de l'époque ; et sa présence au cabinet d'Hubert Curien au moment de sa nomination. Le journal indique, selon une source anonyme, qu'un poste aurait été spécialement créé à Paris 13, alors qu'il aurait été un « étudiant en médecine dilettante » et  ayant « peu d'état de service » dans la médecine, la biologie ou encore la culture scientifique en général. 
Le journal rapporte également, selon notamment le témoignage de Michel Billis, ancien directeur de l'hôpital Avicenne, que Jean-Loup Salzmann n'aurait jamais véritablement exercé ses activités de praticien hospitalier. 
Jean-Loup Salzmann a réfuté ces accusations en rappelant notamment que tous les professeurs d'université sont nommés par le Président de la République et qu'il a été auditionné et qualifié aux fonctions de professeur par le Conseil national des universités, une instance indépendante du gouvernement dont l'accord est nécessaire pour la nomination, ainsi que par les instances de l'université Paris 13 et de l'AP-HP. 
Il ne dément pas les déclarations de Michel Billis, mais rappel qu'il travaillait de 1991 à 2002 à l'université Paris 6.
Mediapart a maintenu ses accusations malgré le démenti.

## Œuvres

### Articles scientifiques
Jean-Loup Salzmann  a publié 46 articles scientifiques dont 7 en tant qu'auteur principal.

### Roman
- Les Éphémères[87], Laffont, 1992.

### Traduction
- Don Wayne Fawcett, Histologie, traduction française de : Concise histology, Maloine, 2002

## Décorations
- Officier de l'ordre national du Mérite Il est promu officier par décret du 2 mai 2017[88]. Il était chevalier du 13 décembre 1997.
- Chevalier de la Légion d'honneur (2010)

## Engagement politique
Jean-Loup Salzmann se déclare proche du Parti socialiste.